# Жарко Степан Сергійович
Жарко Степан Сергійович (21 липня 1877, Канівська — 16 березня 1943, Маріїнськ) — кобзар-баритон, скрипаль, громадський діяч, педагог; художній керівник чоловічої капели бандуристів станиці Канівської, режисер та актор музично-драматичного станичного театру, артист Кубанського симфонічного оркестру (1844–1909).
З 1904 року грав на кількох бандурах, зокрема на бандурі О. Корнієвського. Віртуоз-імпровізатор. Викладач музики та співів у школах станиць. Грав також на кларнеті, скрипці, трубі. Засновник і керівник шкільного симфонічного ансамблю, шкільних, церковних та світських хорів.
Організатор чоловічої капели бандуристів станиці Канівської, ініціатор виготовлення бандур місцевими майстрами (Г. Гусар, П. Смолка та ін.), зокрема, за його проектом було сконструйовано першу з відомих хроматичних бандур на Кубані (1923). Майстер пошиття чоловічого козацького одягу. Всі його бандуристи і хористи користувалися нотами. Інструментування для капели робив на 2 — 3 бандури, хорову партитуру — на 4 — 6 голосів. Симфонічний ансамбль супроводжував драматичні вистави та опери. Світські хори виконували кантати М. Лисенка, поему «Україна», сюїти Григорія Давидовського та ін. У власному репертуарі мав думи, історичні та козацькі пісні, інструментальну музику. Писав поетичні твори («Легенда про отамана» та ін.) та музику до них. Багато і плідно концертував — переважно в Канівському районі Кубані.
Арештований під час концерту перед пораненими червоноармійцями у військовому госпіталі. Засуджений військовим трибуналом військ НКВД Краснодарського краю 24 липня 1943 року за ст. 58-2 КК РРФСР до 7 р. позбавлення волі. Помер у м. Маріїнськ, Красноярського краю у таборі для інвалідів. 29 вересня 1989 року прокурор РРФСР виніс постанову, згідно якої Жарко реабілітації не підлягає.